# Guardians de la nit: Kimetsu no Yaiba - La fortalesa infinita
Guardians de la nit: Kimetsu no Yaiba - La fortalesa infinita (劇場版「鬼滅の刃」無限城編, Gekijō-ban Kimetsu no Yaiba: Mugen-jō-hen) és una pel·lícula d'anime d'acció i fantasia fosca del 2025 basada en l'arc «Fortalesa infinita» del manga Guardians de la nit (2016-2020) de Koyoharu Gotōge. És una seqüela directa de la quarta temporada de la sèrie d'anime, així com la seva quarta adaptació cinematogràfica, després d'Els guardians de la nit: El tren infinit (2020), Kimetsu no Yaiba Katanakaji no Sato-hen (2023) i Kimetsu no Yaiba: Hashira Geiko-hen (2024). La pel·lícula va ser dirigida per Haruo Sotozaki i produïda per Ufotable i escrita pel personal de l'estudi. Ha estat doblada al català.
A diferència de les adaptacions de Kimetsu no Yaiba Katanakaji no Sato-hen i Kimetsu no Yaiba: Hashira Geiko-hen, que són pel·lícules de compilació, La fortalesa infinita és una adaptació cinematogràfica de llargmetratge a causa del contingut i el ritme dramàtic de l'arc argumental, de manera similar a El tren infinit. La pel·lícula es va anunciar per primera vegada el juny de 2024, immediatament després de l'emissió del final de la quarta temporada, com la primera entrega d'una sèrie de tres parts.
La primera part es va estrenar al Japó el 18 de juliol de 2025 amb la distribució d'Aniplex i Toho. Al Japó, es va distribuir en 443 sales de cinema en la data d'estrena. Va ser la primera d'una saga cinematogràfica de tres parts.